# Anton Aigner
Anton Aigner (* 7. Dezember 1970) ist ein ehemaliger österreichischer Fußballspieler und nunmehriger -trainer.

## Karriere
Aigner begann seine Karriere beim SK Bischofshofen. Im August 1987 spielte er gegen den SV Hall erstmals für die Kampfmannschaft von Bischofshofen in der Regionalliga. Aus dieser stieg er mit seinem Verein jedoch zu Saisonende als Vorletzter ab.
Zur Saison 1991/92 wechselte Aigner zum Bundesligisten SV Austria Salzburg. In seiner ersten Saison bei Austria Salzburg kam er zu keinem Einsatz. Sein Debüt in der 1. Division gab er schließlich im Juli 1992, als er am ersten Spieltag der Saison 1992/93 gegen den FC Stahl Linz in der Startelf stand. In weiterer Folge kam er noch zu sechs weiteren Einsätzen bis Saisonende.
Im Sommer 1993 wechselte Aigner zum Zweitligaaufsteiger SV Braunau. Sein erstes Spiel in der zweiten Liga absolvierte er im August 1993 gegen den First Vienna FC. Im September 1993 erzielte er bei einem 6:0-Sieg gegen den 1. Wiener Neustädter SC seinen ersten Treffer für Braunau. Insgesamt absolvierte Aigner in seinen acht Saisonen in Oberösterreich 220 Zweitligaspiele für Braunau – so viele wie kein anderer für den Verein.
Nach acht Jahren bei Braunau wechselte Aigner im Sommer 2001 zum Regionalligisten PSV SW Salzburg. Zur Saison 2002/03 schloss er sich dem Ligakonkurrenten SV Seekirchen 1945 an. Für Seekirchen absolvierte er in jener Saison 28 Regionalligaspiele.
Zur Saison 2003/04 wechselte er zum viertklassigen TSV St. Johann. In der Rückrunde der Saison 2005/06 fungierte Aigner bei St. Johann als Spielertrainer. Nach dem Regionalligaaufstieg 2008 beendete er seine Karriere als Aktiver.